# SOLVIT
SOLVIT (engl. "solve it", "löse es" bzw. in Anspielung auf "IT" (Informationstechnologie)) ist in der Europäischen Union ein kostenloses System von Beratungsstellen zur Lösung von Problemen durch möglicherweise fehlerhafte Anwendungen von EU-Vorschriften. Die Beratungsstellen können von Bürgern und Unternehmen zur raschen Lösung von vermuteten Behördenfehlern eines anderen Mitgliedstaates des Europäischen Binnenmarktes in Anspruch genommen werden.
SOLVIT-Stellen wurden in jedem Mitgliedstaat der EU und in allen Staaten des Europäischen Wirtschaftsraumes (EWR) – also auch in Island, Liechtenstein und Norwegen – als Teil der betreffenden nationalen Verwaltung eingerichtet. Die Anträge von Bürgern und Unternehmen werden grundsätzlich online per Webformular gestellt und werden unter den Behörden elektronisch über das Binnenmarkt-Informationssystem (IMI) abgewickelt. Ziel ist, Probleme so wirksam wie möglich und ohne Rückgriff auf Gerichtsverfahren zu lösen.
Die Aufgabe der SOLVIT-Stellen besteht darin, innerhalb von 10 Wochen praktische Lösungen für praktische Probleme zu finden. Zu den Instrumentarien dieser Stellen zählen umfassende Kenntnisse der unionsrechtlichen Vorschriften und ein funktionierendes Netzwerk, auf das SOLVIT-Stellen bei der Auseinandersetzung mit den Behörden zurückgreifen. Seit ihrer Einrichtung im Jahr 2002 haben viele SOLVIT-Stellen ein Netz von Kontaktstellen mit den öffentlichen Einrichtungen ihres Staates aufgebaut.
Das Netz wird von den Mitgliedstaaten betrieben; die Europäische Kommission stellt die Einrichtungen zur Verfügung und unterstützt die Zentren, sofern erforderlich. Darüber hinaus leitet die Kommission offizielle Beschwerden, die bei ihr eingehen, an SOLVIT weiter, wenn die darin beschriebenen Probleme mit großer Wahrscheinlichkeit außergerichtlich gelöst werden können.